# Wenzel (Oppeln-Falkenberg)
Wenzel von Falkenberg, auch Wenzel von Oppeln-Falkenberg (polnisch Wacław niemodliński) (* um 1340; † 1369) war Herzog von Oppeln und seit 1362/65 Herzog von Falkenberg, die beide ein Lehen der Krone Böhmen waren. Er entstammte dem Oppelner Zweig der Schlesischen Piasten.

## Leben
Wenzels Eltern waren Bolko II. von Falkenberg und Euphemia, eine Tochter des Breslauer Herzogs Heinrich VI. Vermutlich schon vor 1355 wurde er mit Euphemia, einer Tochter des Herzogs Boleslaus von Beuthen und Cosel verlobt, die er 1364 heiratete.
Nach dem Tod seines Vaters 1362/65 übernahm Wenzels ältester Bruder Boleslaus/Bolko die Regentschaft über das Herzogtum Falkenberg zugleich für den zweitgeborenen Wenzel und den jüngsten Bruder Heinrich.
Nachdem der ältere Bruder Boleslaus/Bolko 1367 oder 1368 dem Vater im Tod folgte, regierten Wenzel und Heinrich gemeinsam. Jedoch schon 1369 starb Wenzel ohne Nachkommen. Als Herzog von Falkenberg folgte ihm der damals erst 16-jährige Bruder Heinrich, mit dem 1382 die direkte Falkenberger Linie der Oppelner Piasten erlosch.
Wenzels Witwe Euphemia vermählte sich in zweiter Ehe 1369 oder 1370 mit dem Münsterberger Herzog Bolko III. Sie starb 1411.